# Internationaux de Strasbourg 2023
Internationaux de Strasbourg 2023 byl tenisový turnaj na ženském profesionálním okruhu WTA Tour hraný v městského areálu Tennis Club de Strasbourg. Třicátý sedmý ročník Internationaux de Strasbourg probíhal mezi 21. až 27. květnem 2023 ve francouzském Štrasburku na otevřených antukových dvorcích jako poslední příprava před grandslamovým Roland Garros.
Turnaj dotovaný 259 303 dolary patřil do kategorie WTA 250. Nejvýše nasazenou singlistkou se stala dvacátá první tenistka světa Magda Linetteová z Polska. Jako poslední přímá účastnice do dvouhry nastoupila belgická 75. hráčka žebříčku Maryna Zanevská. V důsledku invaze Ruska na Ukrajinu na konci února 2022 řídící organizace tenisu ATP, WTA a ITF s grandslamy rozhodly, že ruští a běloruští tenisté mohli dále na okruzích startovat, ale do odvolání nikoli pod vlajkami Ruska a Běloruska.
Sedmnáctý singlový titul na okruhu WTA Tour, a první po návratu z mateřské dovolené, vyhrála Ukrajinka Elina Svitolinová. Deblovou trofej získaly Číňanky Sü I-fan a Jang Čao-süan, které si z túry WTA odvezly třetí společnou trofej.

## Rozdělení bodů a finančních odměn

### Rozdělení bodů
| Soutěž  | Soutěž | vítězky | finalistky | semifinalistky | čtvrtfinalistky | 16 v kole | 32 v kole | Q  | Q2 | Q1 |
| ------- | ------ | ------- | ---------- | -------------- | --------------- | --------- | --------- | -- | -- | -- |
| dvouhra | [ 1 ]  | 280     | 180        | 110            | 60              | 30        | 1         | 18 | 12 | 1  |
| čtyřhra | [ 6 ]  | 280     | 180        | 110            | 60              | 1         | —         | —  | —  | —  |

### Finanční odměny
| Soutěž                                | Soutěž      | vítězky  | finalistky | semifinalistky | čtvrtfinalistky | 16 v kole | 32 v kole | Q2      | Q1      |
| ------------------------------------- | ----------- | -------- | ---------- | -------------- | --------------- | --------- | --------- | ------- | ------- |
| dvouhra                               | [ 1 ] [ 7 ] | 29 760 € | 17 590 €   | 9 810 €        | 5 580 €         | 3 670 €   | 2 546 €   | 2 090 € | 1 578 € |
| čtyřhra                               | [ 6 ]       | 10 820 € | 6 090 €    | 3 504 €        | 2 086 €         | 1 606 €   | —         | —       | —       |
| částka ve čtyřhrách je uvedena na pár |             |          |            |                |                 |           |           |         |         |

## Ženská dvouhra

### Nasazení
| Stát                          | Hráčka            | WTA | Nasazení |
| ----------------------------- | ----------------- | --- | -------- |
| Polsko                        | Magda Linetteová  | 19. | 1.       |
| Belgie                        | Elise Mertensová  | 26. | 2.       |
| Čína                          | Čang Šuaj         | 29. | 3.       |
| USA                           | Bernarda Peraová  | 32. | 4.       |
| Rumunsko                      | Sorana Cîrsteaová | 34. | 5.       |
|                               | Varvara Gračovová | 46. | 6.       |
| USA                           | Lauren Davisová   | 53. | 7.       |
| Švýcarsko                     | Jil Teichmannová  | 58. | 8.       |
| Žebříček WTA k 8. květnu 2023 |                   |     |          |

### Jiné formy účasti
Následující hráčky obdržely divokou kartu do hlavní soutěže:
- Anastasija Pavljučenkovová
- Elina Svitolinová

Následující hráčka nastoupila pod žebříčkovou ochranou:
- Amandine Hesseová

Následující hráčky postoupily z kvalifikace:
- Angelina Gabujevová
- Sie Šu-wej
- Sarah Ilievová
- Elena Malõginová

Následující hráčky postoupily z kvalifikace jako šťastné poražené:
- Paj Čuo-süan
- Sophie Changová
- Erin Routliffeová

### Odhlášení
před zahájením turnaje
- Amanda Anisimovová → nahradila ji  Océane Dodinová
- Ana Bogdanová → nahradila ji  Emma Navarrová
- Beatriz Haddad Maiová → nahradila ji  Alizé Cornetová
- Anhelina Kalininová → nahradila ji  Viktorija Tomovová
- Anna Kalinská → nahradila ji  Paj Čuo-süan
- Marta Kosťuková → nahradila ji  Maryna Zanevská
- Elise Mertensová → nahradila ji  Erin Routliffeová
- Jasmine Paoliniová → nahradila ji  Kimberly Birrellová
- Karolína Plíšková → nahradila ji  Cristina Bucșová
- Kateřina Siniaková → nahradila ji  Tereza Martincová
- Patricia Maria Țigová → nahradila ji  Clara Burelová
- Wang Si-jü → nahradila ji  Sophie Changová
- Ču Lin → nahradila ji  Anna-Lena Friedsamová

## Ženská čtyřhra

### Nasazení
| Stát                                                                      | Hráčka                      | Stát      | Hráčka            | WTA | Nasazení |
| ------------------------------------------------------------------------- | --------------------------- | --------- | ----------------- | --- | -------- |
| USA                                                                       | Nicole Melichar-Martinezová | Austrálie | Ellen Perezová    | 24. | 1.       |
| USA                                                                       | Desirae Krawczyková         | Mexiko    | Giuliana Olmosová | 26. | 2.       |
| Japonsko                                                                  | Šúko Aojamová               | Japonsko  | Ena Šibaharaová   | 41. | 3.       |
| Čína                                                                      | Sü I-fan                    | Čína      | Jang Čao-süan     | 44. | 4.       |
| Žebříček WTA k 8. květnu 2023; číslo je součtem umístění obou členek páru |                             |           |                   |     |          |

### Jiné formy účasti
Následující páry obdržely divokou kartu:
- Séverine Deppnerová /  Sarah Ilievová
- Myrtille Georgesová /  Joanna Tomerová

## Přehled finále

### Ženská dvouhra
- Elina Svitolinová vs.   Anna Blinkovová, 6–2, 6–3

### Ženská čtyřhra
- Sü I-fan /  Jang Čao-süan vs.  Desirae Krawczyková /  Giuliana Olmosová 6–3, 6–2